# Jōji Hattori (ingeniero)
Jōji Hattori (服部 譲次 Hattori Jōji?,  8 de noviembre de 1893 - ?) fue un ingeniero aeronáutico japonés nacido en Nagoya.

## Biografía

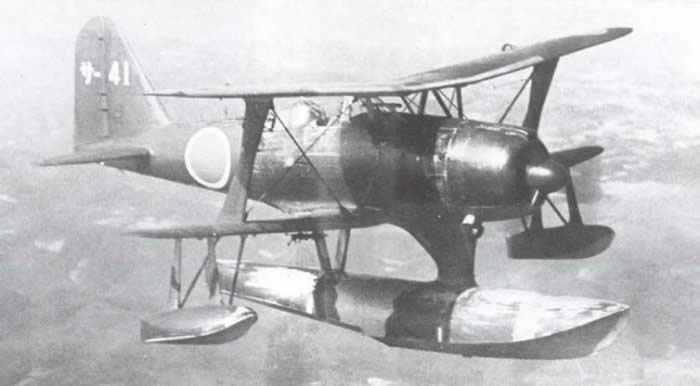
Mitsubishi F1M, o en designación original japonesa, Avión de observación de superficie Tipo 0.

Después de graduarse de la Universidad Imperial de Tokio en 1918, Jōji Hattori ingresó en la compañía Mitsubishi y fue asignado a los astilleros en el área de Kobe. En 1923 fue ascendido a jefe de la sección de diseño e investigación de Nagoya Aircraft Works y más tarde se convirtió en jefe del departamento técnico cuando Mitsubishi Shipbuilding pasó a llamarse Mitsubishi Heavy Industries. Durante este período, trabajó con sus subordinados Jirō Horikoshi, Eitaro Sano y otros para investigar y desarrollar aviones como el hidroavión biplano de reconocimiento Mitsubishi F1M y el caza embarcado Mitsubishi A5M.
En 1940 recibió el Premio a la Tecnología de Aviación por su contribución al desarrollo de aviones. Tuvo una profunda confianza en sus subordinados, y cuando le concedieron el citado premio, dijo que debía gran parte de su trabajo en el desarrollo de aviones, en el que había estado involucrado durante más de 20 años, a sus excelentes colegas y personal de la sección. Comentó que el honor de recibir la beca no le pertenece a él, sino al departamento de diseño en su conjunto.
Durante su mandato, descubrió a los ingenieros Eitaro Sano y Jirō Horikoshi, y promovió el desarrollo de aviones. Al desarrollar el F1M, Sano fue nombrado diseñador jefe dado que Mitsubishi en ese momento tenía poca experiencia en el desarrollo de hidroaviones. Además, durante el desarrollo de los prototipos de caza naval Mitsubishi 1MF10, Horikoshi, que aún era joven, fue seleccionado como diseñador jefe. En el desarrollo posterior del A5M, Horikoshi fue nuevamente nombrado diseñador jefe, y sus diseños creativos como el ala de gaviota invertida, recibieron apoyo por parte de Hattori.
En 1946, se convirtió en director de Nagoya Machinery Works y en 1949 en director de Nagoya Works.

## Artículos relacionados
- Mitsubishi A5M
- Mitsubishi F1M
- Kaze Tachinu, película de animación, interpretado por Jun Kunimura.

- Datos: Q13494396
- Multimedia: Jōji Hattori / Q13494396